# Gisela Kozak
Gisela Kozak Rovero, née le 20 octobre 1963 à Caracas, est une écrivaine, essayiste, enseignante et chercheuse vénézuélienne.

## Formation et carrière
Gisela Kozak a commencé à écrire à l'âge de huit ans, comme un jeu, en imitant d'autres auteurs comme Oscar Wilde et les frères Grimm. Elle est diplômée en littérature de l'Université centrale du Venezuela et a ensuite obtenu un doctorat à l'Université Simón Bolívar.
Elle a travaillé comme conseillère en politiques culturelles, comme consultante pour des organisations publiques et privées au Venezuela et comme collaboratrice avec l' Agence espagnole de coopération et le Goethe-Institut dans la formation de managers culturels. Elle s'est également engagée dans l'activisme politique et a organisé des ateliers d'essai et de narration à l'École de littérature, ainsi qu'à l'ICREA.
Kosak a également été professeure invitée à la Faculté latino-américaine des sciences sociales de la République dominicaine et chargée de cours dans plusieurs universités.

## Ouvrages
- 1993 Rebelión en el Caribe hispánicoː urbes e historias más allá del boom y la posmodernidad (Caracas, Ediciones La Casa de Bello) (essai)
- 1997 Pecados de la capitale y otras historias (nouvelles)
- 1998 La catástrofe imaginaríaː cultura, saber, tecnología, instituciones (Caracas, Planeta-Celarg) (essai)
- 1999 Rapsodia (roman)
- 2003 Vida de machos (roman)
- 2006 Latidos de Caracas (Caracas : Alfaguara) (roman)
- 2007 Venezuela, el país que siempre naceː literatura, política y pasión de historia (Caracas : Alfadil) (essai)
- 2011 En rojo, narración coral (Caracas : Alfa) (nouvelles)
- 2011 Todas las lunas (Caracas : Equinoccio) (roman) [4]
- 2012 Literatura asediada: revoluciones políticas, culturales y sociales (enquête)
- 2014 Ni tan chéveres ni tan iguales. El «cheverismo» venezolano y otras formas del dissimulo (essai)
- 2017 Siete sellos: crónicas de la Venezuela Revolucionaria (anthologie)

Kozak a également publié plusieurs articles dans des revues spécialisées nationales et internationales, des anthologies et des mémoires de congrès.

## Récompenses et reconnaissances
- 1997 Prix Armas Alfonzo por Pecados de la capital biennal
- 1999 Titulaire d’une bourse DAAD en Allemagne
- 1999 Finaliste du prix Miguel Otero Silva (Editorial Planeta, pour Latidos de Caracas)
- Finaliste du SACVEN Story Contest 2003 (pour Vida de machos )
- 2006 Enrique Bernardo Nuñez Essai Bienniel mention honorifique Valencia Athenaeum (pour Venezuela, el país que siempre naceː literatura, política y pasión de historia )
- 2009 Prix Sylvia Molloy pour le meilleur article académique sur le genre et la sexualité, décerné par la Latin American Studies Association (LASA, USA-Canada, pour l'article « El lesbianismo en Venezuela es asunto de pocas páginas »)
- Finaliste du Critic Award 2012 (pour le roman Todas las lunas )

## Vie privée
Kozak est ouvertement lesbienne,,.